# 胡斗南
胡斗南（1905年—1949年），满族人，生于齐齐哈尔。本名胡溶光，字斗南，曾用笔名有庸任、梅庵、百药等。
7岁读私塾，一年后进入北路初等工业学堂，后考进甲等工业学校。后到齐齐哈尔邮政局工作，因工作中有不满情绪。次年，便改行到安达第五中学任国文教员。民国16年（1927年），考入燕京大学中文系，三年后毕业投身家乡教育事业。先后在省立第一中学，省立师范学校任国文教员。